# Тасманийский клюворыл
Тасманийский клюворыл, или новозеландский клюворыл Шеперда (лат. Tasmacetus shepherdi), — вид китообразных семейства клюворылых, единственный представитель рода Tasmacetus. Изучен плохо, по состоянию на 2012 год, зафиксировано только 5 случаев наблюдения его представителей в море и 42 случая выбрасывания на берег. Вид впервые описан У. Оливером в 1937 году на основе останков кита, найденных в 1933 году Джорджем Шепердом в регионе Таранаки Новой Зеландии.

## Описание
Взрослые особи достигают 6—7 метров в длину и имеют массу от 2,3 до 3,5 тонн. Единственный вид семейства клюворылых с полным набором функциональных зубов — по 17—27 пар на верхней и на нижней челюсти, всего — 90. У самцов на конце нижней челюсти — пара крупных конических зубов. Верхняя часть тела имеет тёмно-серую, а нижняя — светло-серую окраску.

## Распространение
Численность популяции неизвестна. На 2006 год было отмечено 42 случая выбрасывания тасманийских клюворылов: 24 — в Новой Зеландии, 7 — в Аргентине, 6 — на островах Тристан-да-Кунья, 3 — в Австралии, 2 — на островах Хуан-Фернандес. Первые два подтверждённых наблюдения состоялись в 1985 году, в водах Тристан-да-Куньи. Третье — в 2002 году около острова Гоф. Четвёртое — в 2004 году, к югу от Тасмании. Пятое наблюдение состоялось в январе 2012 года у побережья Виктории (Австралия).

## Поведение
Четыре первых наблюдавшихся группы тасманийских клюворылов включали от 3 до 6 взрослых особей, а в одном случае — вместе с китёнком. Однако группа, наблюдавшаяся в 2012 году, насчитывала 10—12 китов. Они всплывали, выбрасывая маленький фонтан, и, выгибаясь, ныряли. Некоторые, как и другие представители рода клюворылых, выглядывали из воды.